# Quercus vacciniifolia
Quercus vacciniifolia Kellogg – gatunek rośliny z rodziny bukowatych (Fagaceae Dumort.). Występuje naturalnie w zachodnich Stanach Zjednoczonych – w Kalifornii, Oregonie oraz Nevadzie. 

## Morfologia
PokrójZrzucający liście krzew dorastający do 1,5 m wysokości.
LiścieBlaszka liściowa jest skórzasta i ma podłużnie owalny kształt. Mierzy 1–3,5 cm długości oraz 0,5–1,5 cm szerokości, jest całobrzega lub nieregularnie ząbkowana na brzegu, ma nasadę od zaokrąglonej do ostrokątnej i ostry wierzchołek. Ogonek liściowy jest owłosiony i ma 5–8 mm długości.
OwoceOrzechy zwane żołędziami o jajowatym kształcie, dorastają do 8–17 mm długości i 5–10 mm średnicy. Osadzone są pojedynczo w miseczkach w kształcie kubka, które mierzą 3–4 mm długości i 10–15 mm średnicy.

## Biologia i ekologia
Rośnie w lasach mieszanych oraz na skalistych stokach. Występuje na wysokości od 900 do 2800 m n.p.m.